# Karina Goriczewa
Karina Chaważewna Goriczewa (ros. Карина Хаважевна Горичева; ur. 8 kwietnia 1993 w Tałdykorganie) – kazachska sztangistka, brązowa medalistka igrzysk olimpijskich.
Na igrzyskach olimpijskich w Rio de Janeiro w 2016 roku wywalczyła brązowy medal w wadze średniej. W zawodach tych wyprzedziły ją tylko Chinka Deng Wei i Choe Hyo-sim z Korei Północnej. Był to jej jedyny start olimpijski. 
Zdobyła ponadto srebrny medal w tej samej kategorii wagowej na letniej uniwersjadzie w Kazaniu w 2013 roku i w wadze lekkociężkiej na rozgrywanej cztery lata później letniej uniwersjadzie w Tajpej.